# Пиріг волхвів
Пиріг волхвів (фр. galette des rois, англ. king cake, нім. Dreikönigskuchen, нід. driekoningentaart) — традиційний десерт, що подається в ряді країн на свято Богоявлення. Рецепти його приготування різняться залежно від країни; спільним є те, що в пиріг запікається сюрприз — біб, монетка або маленька фігурка.

## Історія походження
Традиція пекти пиріг волхвів на Богоявлення (6 січня в католицьких країнах) сходить до XIII—XIV століть. У цей день католики згадують одну з найважливіших подій в історії Нового Завіту: поклоніння волхвів немовляті Ісусу. Однією з найбільш ранніх традицій, пов'язаних з християнською символікою пирога волхвів, стала так звана «частка Господа», або «частка Святої Діви»: пиріг ділився на стільки людей, скільки присутні за столом, і ще одна частина віддавалася першому зустрічному бідному.
Традиція, вельми схожа з приготуванням пирога волхвів, існувала і в дохристиянську епоху. Так, у Стародавньому Римі на свято Сатурналій було прийнято запікати в пиріг біб, і той, кому цей біб діставався, ставав «королем дня». Це означало, що він міг здійснювати будь-які свої бажання; якщо мова йшла про раба, то він отримував право віддавати накази господарю. Біб символізував родючість, тоді як сам пиріг, круглий і рум'яний, служив радше символом сонця.

## Рецепти в різних країнах
Традиція пекти пиріг волхвів існує у Франції, в Бельгії, Швейцарії, Англії, Іспанії, Португалії, Греції та на південному сході США.

### Франція

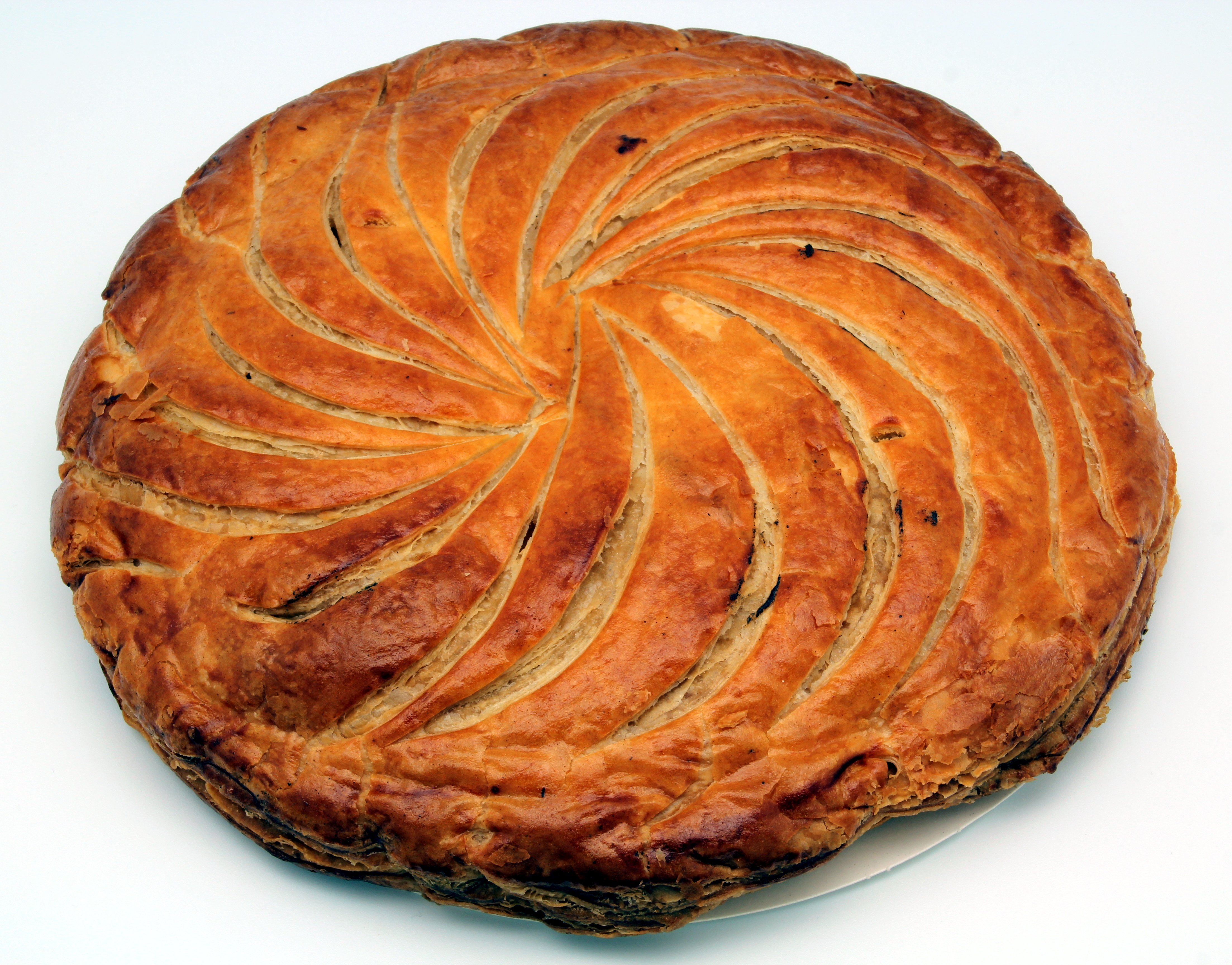
Пиріг волхвів (північ Франції)

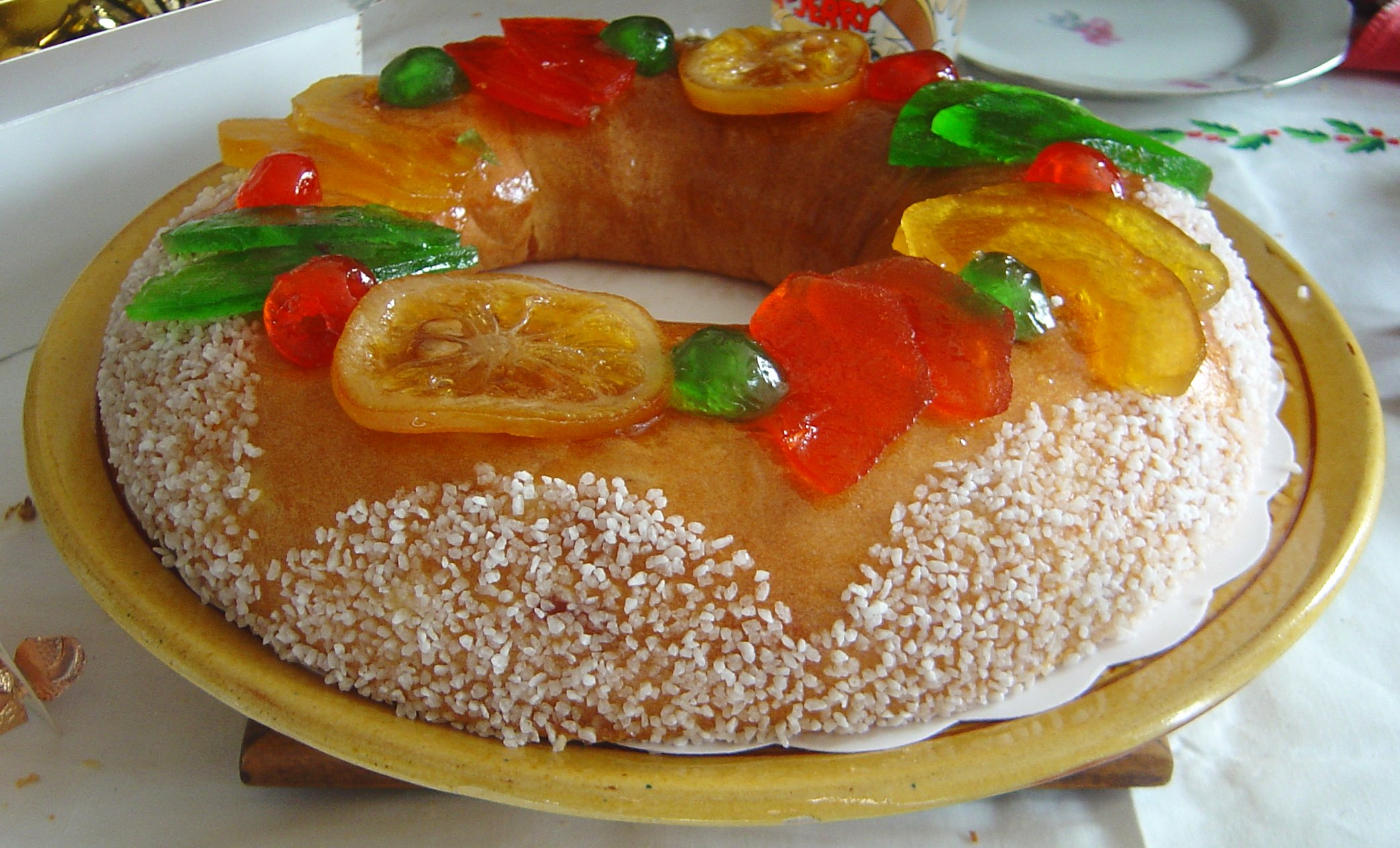
Пиріг волхвів (південь Франції)

У Франції пиріг волхвів називається «galette des Rois» і готується по-різному на півночі і на півдні країни. У північній частині Франції пиріг робиться пласким; для його приготування використовується листкове тісто та франжипан . На півдні пиріг волхвів є бріош, прикрашений зацукрованими фруктами, і має округлу форму з отвором посередині .
Найчастіше пироги волхвів продаються прикрашеними золотою короною з паперу.

### Іспаномовні країни

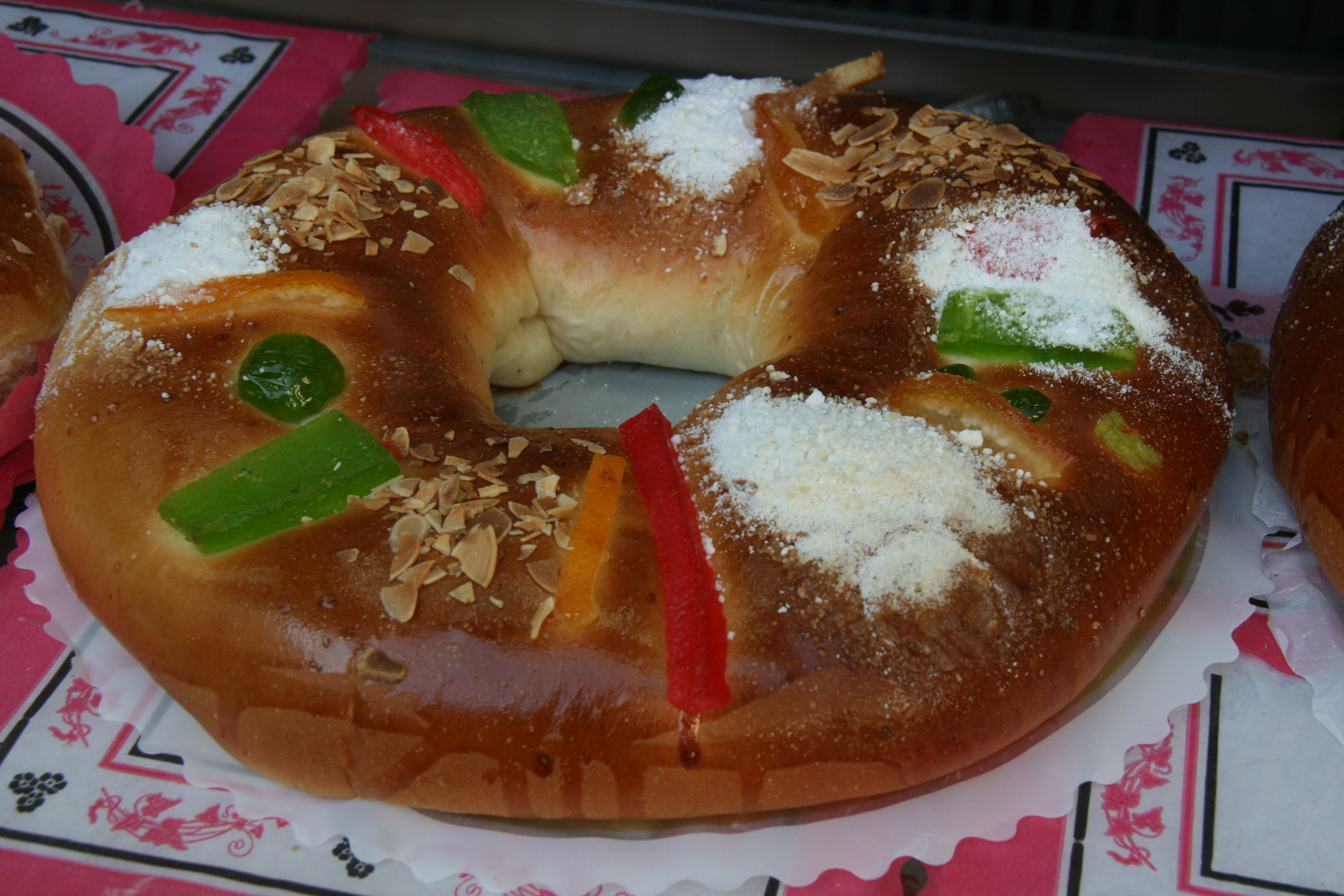
Пиріг волхвів (Іспанія)

В Іспанії та в Латинській Америці пиріг волхвів (roscón de Reyes) готується з дріжджового тіста і багато в чому схожий з південним варіантом французького пирога: він також має форму «корони» і прикрашений зацукрованими фруктами. Він може готуватися з начинкою з крему або збитих вершків, або без начинки. Вважається, що яскраві фрукти, червоні та зелені, символізують дорогоцінні камені, якими був прикрашений одяг трьох волхвів.

### США

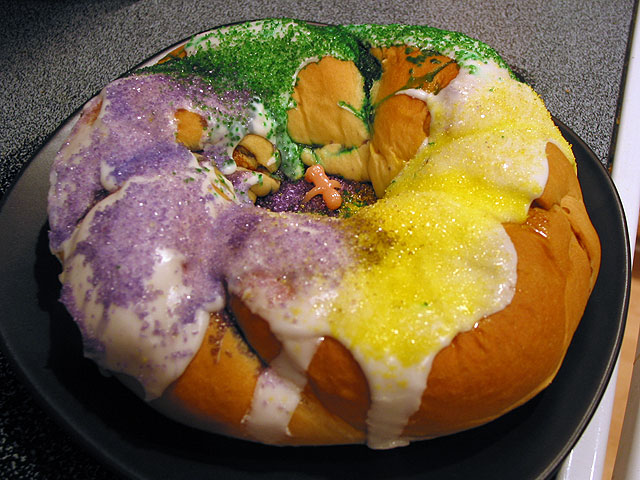
Пиріг волхвів (США)

Поселенці з Франції та Іспанії принесли з собою традицію виготовлення пирога волхвів, яка поширилася в основному на південному сході США. Тут він став традиційним десертом Марді Гра, останнього дня карнавалу. Нерідко пиріг виготовляється у вигляді згорнутого в кільце рулету з начинкою з кориці, фруктів або заварного крему. Він також буває вкритий глазур'ю, пофарбованої в жовтий, зелений та фіолетовий кольори — традиційні кольори Марді Гра.

## Сюрприз

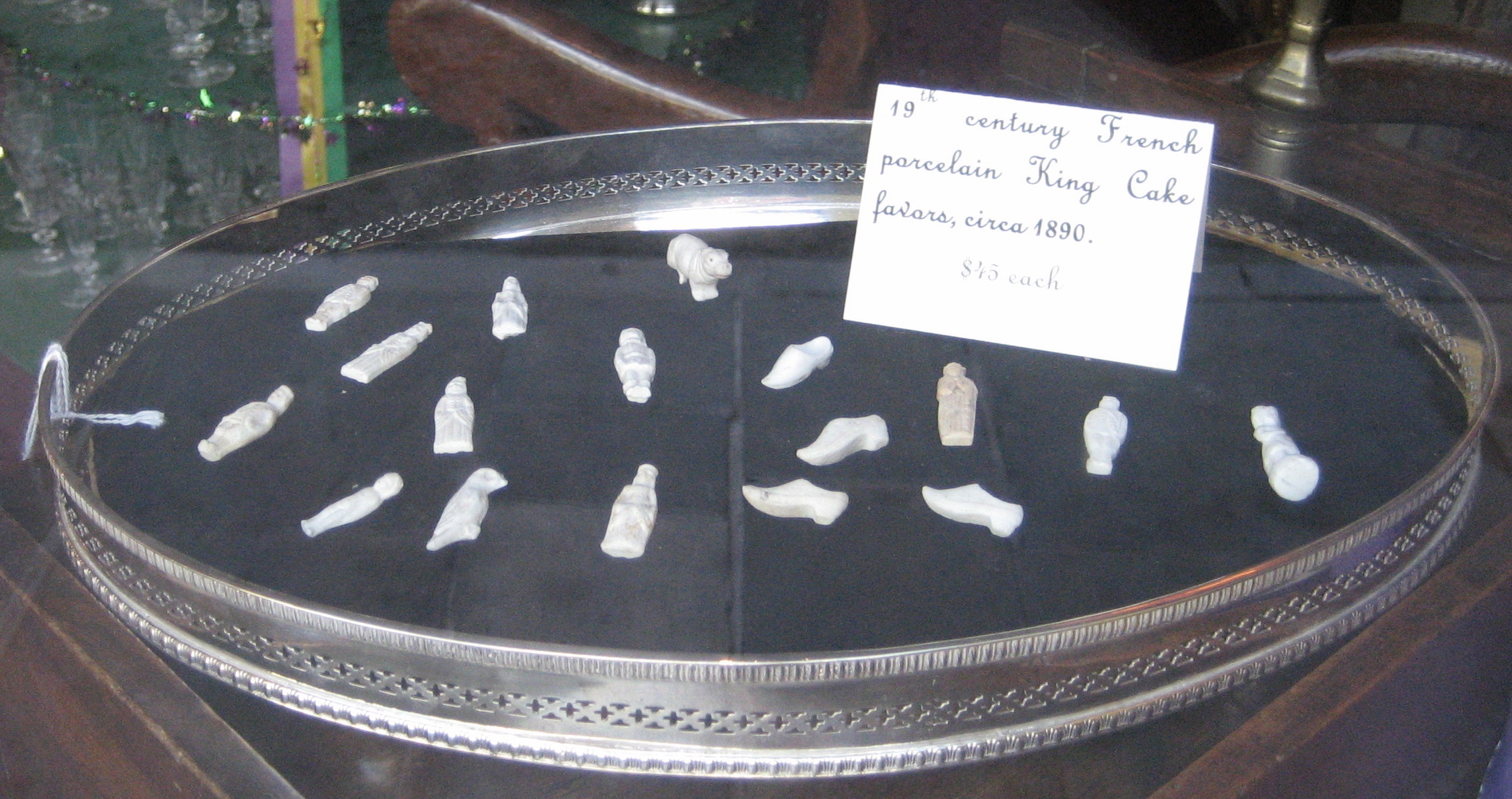
Фігурки для пирога волхвів. Франція, XIX століття

Головна особливість пирога волхвів — запікати в ньому «сюрприз». Спочатку це був біб; пізніше — фігурки немовляти Христа, янголів та святих; в наш час роль «бобу» може грати монетка, медаль або фігурка, що зображає популярних літературних персонажів або героїв мультфільмів. У Франції колекціонування фігурок-сюрпризів є популярним захопленням; існують клуби та асоціації колекціонерів, а саме явище отримало назву фабофілії (від лат. faba — «біб»).
Пиріг ділять на частини за кількістю присутніх за столом. У Франції наймолодший із членів сім'ї ховається під столом і не дивлячись вказує, кому повинен дістатися той чи інший шматок. Ця традиція також сягає часів Сатурналій: римляни вважали, що направляти «фортуну» повинна безневинна дитина . Той, кому дістанеться шматок пирога з сюрпризом, оголошується «королем». Він вибирає «королеву» і п'є за її здоров'я, всі присутні також п'ють, вимовляючи: «Король п'є! Хай живе король!» (фр. Le Roi boit! Vive le Roi!). Якщо ж сюрприз дістається особі жіночої статі, тоді вона вибирає «короля».
В Іспанії біб символізує достаток, і той, хто знайде його в своєму пирозі, може сподіватися на багатий та успішний рік. Але традиція також зобов'язує майбутнього багатія купити пиріг і пригостити ним друзів та близьких наступного року.